# Agrypon petilum
Agrypon petilum là một loài tò vò trong họ Ichneumonidae.